# آلخاندرو مالدونادو
آلخاندرو مالدونادو (انگلیسی: Alejandro Maldonado؛ زادهٔ ۶ ژانویهٔ ۱۹۳۶) یک وکیل و سیاست‌مدار اهل گواتمالا است.
آلخاندرو بالتازار مالدونادو آگیره  یک دولتمرد گواتمالایی است که پس از پذیرش استعفای رئیس‌جمهور اتو پرز مولینا توسط کنگره در ۳ سپتامبر ۲۰۱۵، به عنوان رئیس جمهور موقت گواتمالا برگزیده شد.

## فعالیت سیاسی
در دهه ۱۹۸۰، او حزب نوسازی ملی را تشکیل داد و در انتخابات ۱۹۸۲ به ائتلافی با حزب دموکراسی مسیحی گواتمالا پیوست. دراین انتخابات، که آشکارا تقلب‌آمیزبود، و اگر رقابت آزاد و عادلانه بود، ممکن بود در آن پیروز شود، در جایگاه سوم قرار گرفت، که پس از آن کودتای نظامی رخ داد..

## زندگی
مالدونالدو در سال ۱۹۳۶ در گواتمالا سیتی متولد شد. او از دانشگاه سن کاروس در رشته حقوق فارغ‌التحصیل شد. در سال ۱۹۶۰ به حزب جنبش آزادیبخش ملی پیوست. این حزب گفته می‌شد که جوخه‌های اعدام را علیه کمونیست‌ها به کار گرفته است.